# Ga Higashi-Noshiro
Ga Higashi-Noshiro (東能代駅 Higashi-Noshiro-eki) là một ga đường sắt nằm ở thành phố Noshiro, tỉnh Akita, Nhật Bản và được vận hành bởi Công ty Đường sắt Đông Nhật Bản (JR East). Ngoài ra, nhà ga này hoạt động như một trạm trung chuyển hàng hóa cho Công ty Đường sắt Vận tải Nhật Bản (JR Freight).

## Lịch sử
Nhà ga được mở cửa vào ngày 1 tháng 11 năm 1901 với tên gọi ban đầu là Ga Noshiro (能代駅 Noshiro-eki). Đến ngày 1 tháng 11 năm 1909, ga được đổi tên thành Ga Hataori (機織駅 Hataori-eki) và sau lần đổi tên cuối cùng vào ngày 15 tháng 6 năm 1943, nhà ga từ đó chính thức mang tên là Higashi-Noshiro. Sau khi Đường sắt Quốc gia Nhật Bản (JNR) được tư nhân hóa vào ngày 1 tháng 4 năm 1987, ga Higashi-Noshiro được chuyển giao quyền quản lý cho Công ty Đường sắt Đông Nhật Bản (JR East).

## Thống kê lượng hành khách
Trong năm tài chính 2018, số lượng hành khách trung bình sử dụng nhà ga này vào khoảng 500 hành khách mỗi ngày (chỉ tính số hành khách lên tàu).